# Электролиз воды
Электро́лиз воды — реакция разложения воды на кислород (O2) и водород (H2) под действием электрического тока.
{\displaystyle {\ce {2H2O ->[{ϟ}] 2H2 + O2}}}
Выделяющийся  газообразный водород можно использовать в качестве водородного топлива, но его следует хранить отдельно от кислорода, поскольку их смесь (гремучий газ) чрезвычайно взрывоопасна.

## Принцип работы электролизера
Источник питания постоянного тока подключается к двум электродам (обычно сделанным из инертного металла, как платина или иридий), помещенных в воду. В процессе электрохимического разложения воды на катоде (где электроны попадают в воду) появляется водород, а на аноде — кислород. Предполагая идеальную фарадеевскую эффективность, количество генерируемого водорода вдвое превышает количество кислорода, и оба они пропорциональны общему электрическому заряду, проводимому раствором (перевод не точен, см. оригинал на английской версии). Однако во многих ячейках происходят конкурирующие побочные реакции, приводящие к дополнительным продуктам и далеко не идеальной фарадеевской эффективности.
Электролиз чистой воды требует избыточную энергию в виде перенапряжения для преодоления различных активационных барьеров. Без избыточной энергии электролиз происходит очень медленно или вообще не происходит. Отчасти это связано с ограниченной само-ионизацией воды. Чистая вода имеет электрическую проводимость примерно в миллион раз меньше, чем у морской воды. Во многих электролитических ячейках отсутствуют необходимые электро-катализаторы. Эффективность повышается за счет добавления электролита (например, соли, кислоты или основания) и электро-катализаторов.

## Полимерная электролитная мембрана
Электролизер с протонообменной мембраной разделяет реагенты и транспортирует протоны, блокируя прямой электронный путь через мембрану. В топливных элементах PEM используется твердая полимерная мембрана (тонкая пластиковая пленка), которая проницаема для протонов при насыщении её водой, но не проводит электроны.
В нём используется протонообменная мембрана или полимерно-электролитная мембрана (ПЭМ), которая представляет собой полупроницаемую мембрану, обычно изготавливаемую из иономеров и предназначенную для проведения протонов, действуя в качестве электронного изолятора и реагентного барьера, например, для кислорода и газообразного водорода. Протонообменные мембраны в первую очередь характеризуются протонной проводимостью (σ), проницаемостью для метанола (P) и термической стабильностью.
PEM могут быть изготовлены либо из чистого полимера, либо из композитных мембран, где другие материалы встроены в полимерную матрицу. Одним из наиболее распространенных коммерчески доступных материалов является фторполимер (PFSA) Нафион. Нафион представляет собой иономер с перфторированной основой, подобной тефлону. Многие другие структурные мотивы используются для изготовления иономеров для протонообменных мембран. Многие используют полиароматические полимеры, в то время как другие используют частично фторированные полимеры.

## Сверхкритическая вода
Электролиз сверхкритической воды (SWE) использует воду в сверхкритическом состоянии. Такая вода требует меньше энергии, что снижает затраты. Работает при температуре воды выше 375 °C и давлении более 22,1 МПа (221 бар), что снижает термодинамические барьеры и увеличивает кинетику электрохимического разложения, улучшая ионную проводимость по сравнению с жидкой или газообразной водой, что снижает омические потери. Преимущества включают повышенный КПД электрической цепи, подачу газообразных продуктов под давлением более 22,1 МПа (221 бар), способность работать при высокой плотности тока и низкую зависимость от катализаторов из драгоценных металлов. По состоянию на 2021 год коммерческое оборудование SWE недоступно.

## Никелевые и железные катализаторы
В 2014 году исследователи объявили об электролизе с использованием никелевых и железных катализаторов, а не драгоценных металлов. Структура Ni-Me/NiO более активна, чем металлический никель или оксид никеля по отдельности. Катализатор значительно снижает требуемое напряжение. Никель-железные батареи исследуются для использования в качестве комбинированных батарей и электролизеров. Эти «баттолизеры» можно было заряжать и разряжать как обычные батареи, и при полной зарядке они производили водород.

## Электрохимические ячейки с нанозазором
В 2017 году исследователи сообщили об электрохимических элементах с нанозазором, которые обеспечили высокоэффективный электролиз чистой воды без электролита при температуре окружающей среды. В этих ячейках два электрода расположены так близко друг к другу (меньше длины Дебая), что скорость массопереноса может быть выше, чем скорость переноса электронов, что приводит к двум связанным вместе полуреакциям и ограничивается шагом переноса электронов. Эксперименты показывают, что плотность электрического тока может быть больше, чем от 1 моль/л раствора гидроксида натрия. Его «виртуальный механизм пробоя» полностью отличается от традиционной электрохимической теории из-за таких эффектов размера нанощели.

## Капиллярная подача
Утверждается, что для электролизера с капиллярным питанием требуется всего 41,5 кВтч для производства 1 кг водорода. Водный электролит изолирован от электродов пористым гидрофильным сепаратором. Вода втягивается в электролизер за счет капиллярного действия, а электролизованные газы выходят с обеих сторон. Он расширяет технологию полимерных электролитных мембран, устраняя пузырьки, которые уменьшают контакт между электродами и электролитом, снижая эффективность. Утверждается, что конструкция работает с КПД 98 %. В конструкции отсутствует циркуляция воды, баки-сепараторы и другие механизмы, а охлаждение может быть воздушным или радиационным.